# Cristalina
Cristalina là một đô thị thuộc bang Goiás, Brasil. Đô thị này có diện tích 6160,722 km², dân số năm 2007 là 40900 người, mật độ 6,6 người/km².